# Crioaixecament

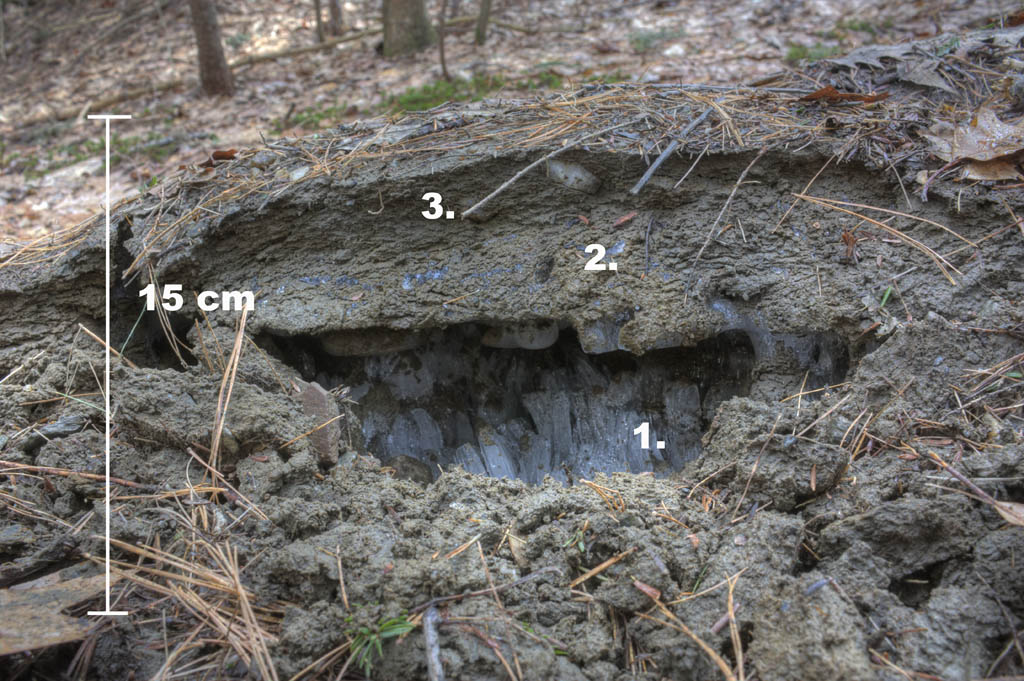
Anatomia d'un crioaixecament durant el desglaç de primavera. Secció d'un crioaixecament de 15 cm amb el sòl eliminat per destacar (de baix a dalt):
1- Gel filiforme format verticalment des del front congelat a través del sòl porós de la capa freàtica de sota
2- Sòl compactat barrejat amb gel, sotmès al cicle de congelació-descongelació.
3- Sòl descongelat a la superfície
Foto presa el 21 de març de 2010 a la ciutat de Norwich a Vermont, EUA.

El crioaixecament (en anglès frost heaving o frost heave) és el procés pel qual la congelació del sòl saturat amb aigua provoca una deformació que empeny la superfície del sòl cap amunt. El creixement del gel requereix un subministrament d'aigua que aporti aigua al front de congelació mitjançant acció capil·lar en determinats sòls. El pes del sòl superposat frena el creixement vertical del gel i pot promoure la formació de zones de gel en forma de lents dins del sòl. No obstant això, la força d'una o més lents de gel en creixement és suficient per aixecar una capa de sòl, tant com 1 peu (0.30 metres) o més. El sòl per on passa l'aigua per alimentar la formació de lents de gel ha de ser prou porós per permetre l'acció capil·lar, però no tan porós com per trencar la continuïtat capil·lar. Aquest sòl s'anomena "susceptible a les gelades". El creixement de les lents de gel consumeix contínuament l'aigua que puja al front de congelació. El crioaixecament diferencial pot trencar les superfícies de les carreteres; contribuint a la formació de foses a la primavera i danyar els fonaments. Els crioaixecaments es poden produir en edificis d'emmagatzematge de fred i pistes de gel refrigerats mecànicament.
L'agulla de gel és essencialment el crioaixecament que es produeix al començament de la temporada de gelades, abans que el front de congelació hagi penetrat molt endins al sòl i no hi hagi cap sobrecàrrega del sòl per aixecar-se com un crioaixecament.

## Mecanismes

### Comprensió històrica del crioaixecament

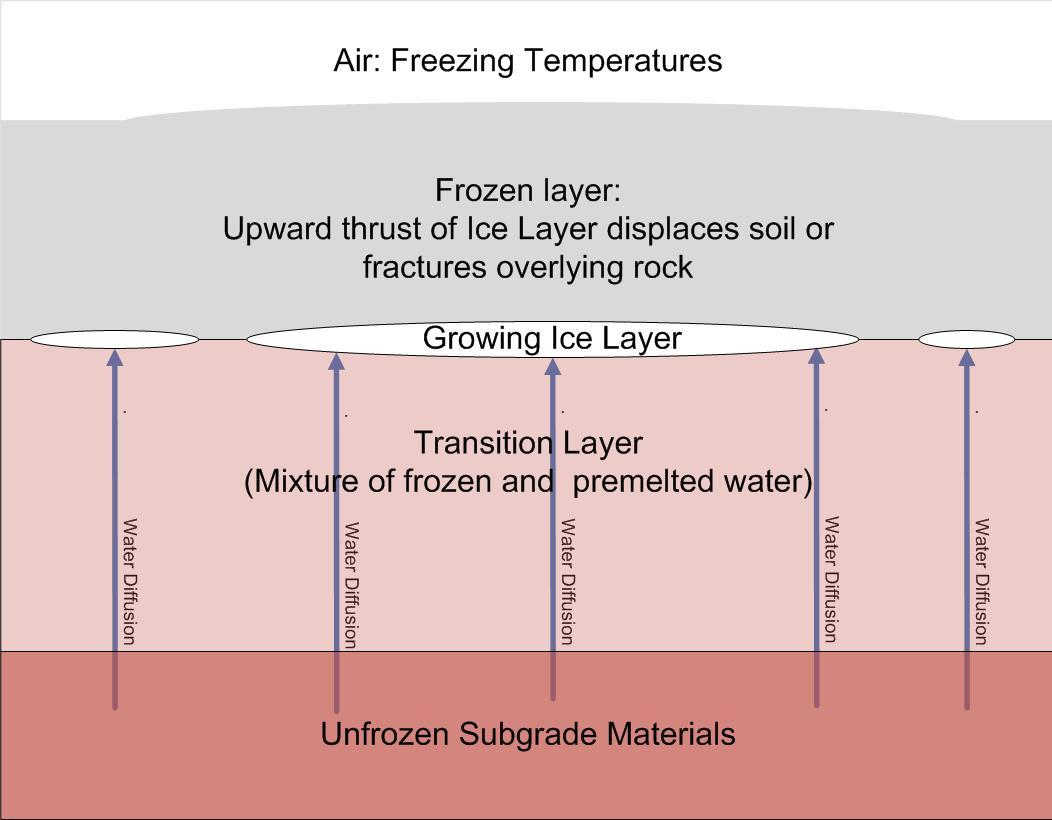
Formació de lents de gel que donen com a resultat un crioaixecament en climes freds.

Segons Beskow, Urban Hjärne (1641–1724) va descriure els efectes de les gelades al sòl el 1694. L'any 1930, Stephen Taber (1882–1963), cap del Departament de Geologia de la Universitat de Carolina del Sud (Columbia, Carolina del Sud), havia refutat la hipòtesi que el crioaixecament és el resultat de l'expansió del volum molar amb la congelació de l'aigua ja present al sòl abans de l'inici de les temperatures sota zero, és a dir, amb poca contribució de la migració de l'aigua dins del sòl.
Com que el volum molar d'aigua s'expandeix aproximadament un 9% a mesura que canvia de fase d'aigua a gel en el seu punt de congelació, el 9% seria la màxima expansió possible a causa de l'expansió del volum molar, i fins i tot només si el gel estigués rígidament restringit lateralment al sòl; de manera que tota l'expansió del volum s'havia de produir verticalment. El gel és inusual entre els compostos perquè augmenta el volum molar des del seu estat líquid, aigua La majoria dels compostos disminueixen de volum quan es canvia la fase de líquid a sòlid. Taber va demostrar que el desplaçament vertical del sòl durant el crioaixecament pot ser significativament més gran que el degut a l'expansió del volum molar.
Taber va demostrar que l'aigua líquida migra cap a la línia de congelació dins del sòl. Va demostrar que altres líquids, com ara el benzè, que es contrau quan es congela, també produeixen un crioaixecament. Això va excloure els canvis de volum molar com a mecanisme dominant per al desplaçament vertical del sòl congelat. Els seus experiments van demostrar encara més el desenvolupament de lents de gel dins de columnes de sòl que es van congelar refredant només la superfície superior, establint així un gradient tèrmic.Formació de 

### Desenvolupament de lents de gel

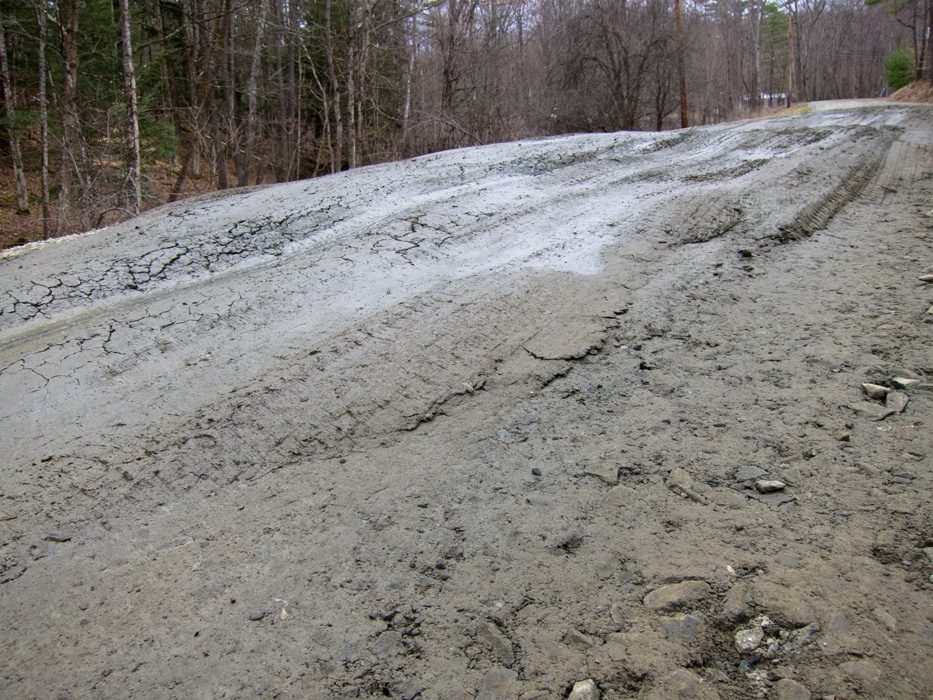
Crioaixacament a una carretera rural de Vermont durant el desglaç de primavera

La causa dominant del desplaçament del sòl en el crioaixecament és el desenvolupament de lents de gel. Durant el crioaixecament, creixen una o més lents de gel sense sòl i el seu creixement desplaça el sòl per sobre d'elles. Aquestes lents creixen mitjançant l'addició contínua d'aigua d'una font d'aigua subterrània que està més baix al sòl i per sota de la línia de congelació del sòl. La presència de sòls sensibles a les gelades amb una estructura de porus que permeti el flux capil·lar és essencial per subministrar aigua a les lents de gel tal com es formen.
A causa de l'efecte Gibbs-Thomson del confinament dels líquids als porus, l'aigua del sòl pot romandre líquida a una temperatura que està per sota del punt de congelació de l'aigua. Els porus molt fins tenen una curvatura molt alta, i això fa que la fase líquida sigui termodinàmicament estable en aquests medis a temperatures de vegades diverses desenes de graus per sota del punt de congelació del líquid. Aquest efecte permet que l'aigua es filtri a través del sòl cap a la lent de gel, cosa que permet que la lent creixi.
Un altre efecte de transport d'aigua és la preservació d'unes quantes capes moleculars d'aigua líquida a la superfície de la lent del gel, i entre el gel i les partícules del sòl. Faraday va informar el 1860 sobre la capa no congelada d'aigua prefosa.
 El gel es fon prèviament contra el seu propi vapor, i en contacte amb el sílice.

### Processos a microescala
Les mateixes forces intermoleculars que provoquen la fusió prèvia a les superfícies contribueixen al crioaixecament a l'escala de partícules a la part inferior de la lent de gel en formació. Quan el gel envolta una partícula fina del sòl a mesura que es fon, la partícula del sòl es desplaçarà cap avall cap a la direcció càlida dins del gradient tèrmic a causa de la fusió i la congelació de la fina pel·lícula d'aigua que envolta la partícula. El gruix d'aquesta pel·lícula depèn de la temperatura i és més prim a la part més freda de la partícula.
L'aigua té una energia lliure termodinàmica més baixa quan està en gel a granel que quan està en estat líquid sobrerefrigerat. Per tant, hi ha una reposició contínua d'aigua que flueix del costat càlid al costat fred de la partícula i una fusió contínua per restablir la pel·lícula més gruixuda del costat càlid. La partícula migra cap avall cap al sòl més càlid en un procés que Faraday va anomenar "regelació tèrmica"." Aquest efecte purifica les lents de gel a mesura que es formen repel·lent les partícules fines del sòl. Així, una pel·lícula de 10 nanòmetres d'aigua no congelada al voltant de cada partícula del sòl de la mida d'un micròmetre pot moure'l 10 micròmetres/dia en un gradient tèrmic de tan baix com 1 °C m−1. A mesura que les lents de gel creixen, aixequen el sòl per sobre i segreguen les partícules del sòl a sota, mentre atreuen aigua cap a la cara congelada de la lent del gel mitjançant l'acció capil·lar.

## Sòls sensibles a les gelades

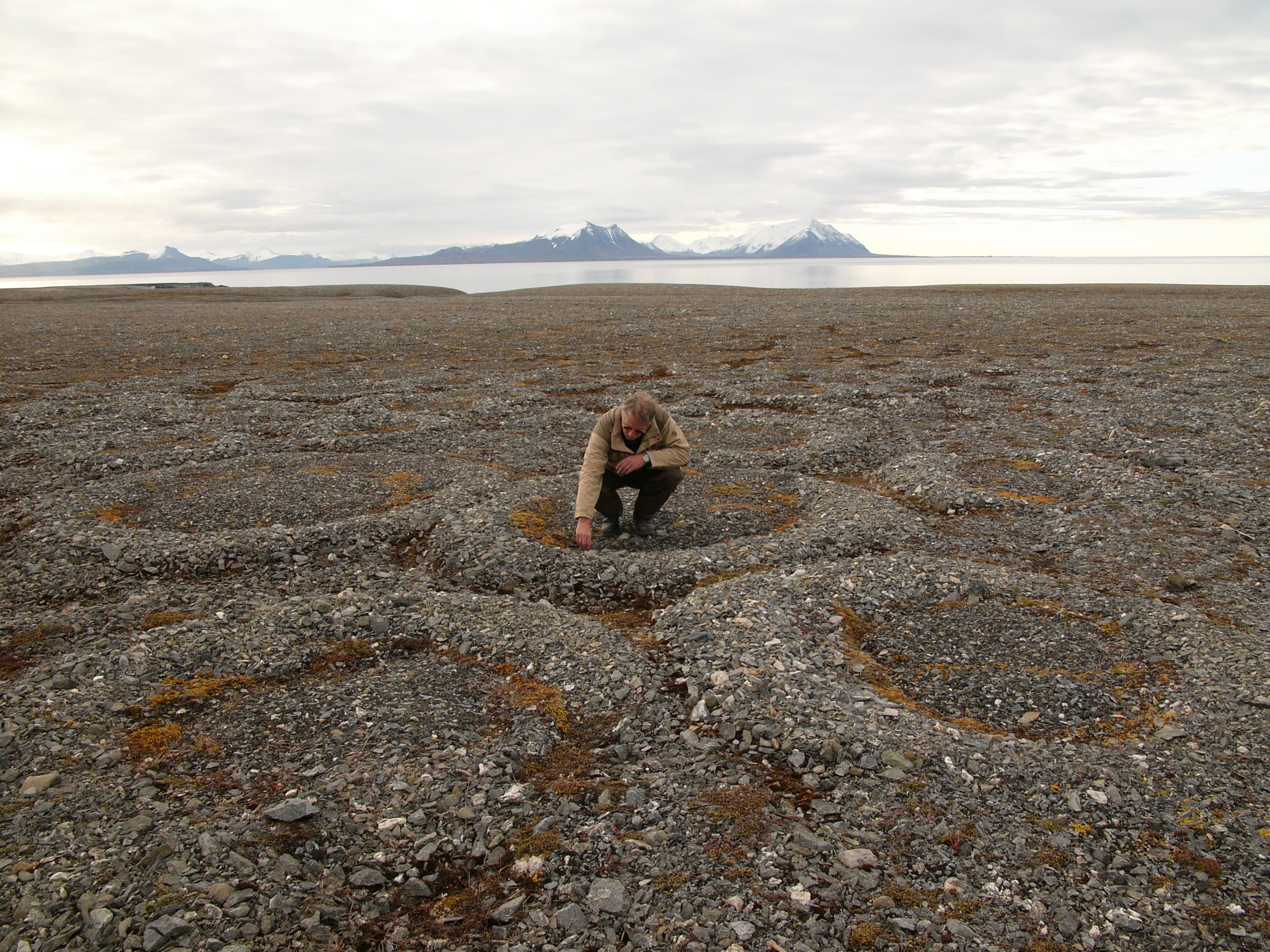
Les lithalses parcialment foses i col·lapsades (túmuls que es troben al permafrost) han deixat estructures semblants a un anell a l'arxipèlag de Svalbard

El crioaixecament requereix un sòl susceptible a les gelades, un subministrament continu d'aigua a sota (un nivel freàtic) i temperatures de congelació, que penetrin al sòl. Els sòls susceptibles a les gelades són aquells amb mides de porus entre partícules i l'àrea de la superfície de les partícules que promouen el flux capil·lar. Els tipus de sòls llimosos i argilosos, que contenen partícules fines, són exemples de sòls susceptibles a les gelades. Moltes agències classifiquen els materials com a susceptibles a les gelades si el 10 per cent o més de partícules constituents passen per un tamís de 0,075 mm (núm. 200) o el 3 per cent o més passen per un tamís de 0,02 mm (núm. 635). Chamberlain va informar d'altres mètodes més directes per mesurar la susceptibilitat a les gelades. Basant-se en aquesta investigació, existeixen proves estàndard per determinar la susceptibilitat relativa a la debilitament de les gelades i el desgel dels sòls utilitzats en els sistemes de paviment, comparant la velocitat d'elevació i la relació de suport descongelat amb els valors d'un sistema de classificació establert per a sòls on la susceptibilitat a les gelades és incerta.
Els sòls no susceptibles a les gelades poden ser massa densos per afavorir el flux d'aigua (baixa conductivitat hidràulica) o massa oberts en porositat per afavorir el flux capil·lar. Alguns exemples inclouen argiles denses amb una mida de porus petita i, per tant, una conductivitat hidràulica baixa i sorres i graves netes, que contenen petites quantitats de partícules fines i les mides de porus de les quals són massa obertes per promoure el flux capil·lar.

## Accidents geogràfics creats per les gelades
El crioaixecament crea relleus de sòls elevats en diverses geometries, inclosos cercles, polígons i franges, que es poden descriure com a palses en sòls rics en matèria orgànica, com la torba, o lithalsa en sòls més rics en minerals. La lithalsa pedregosa (túmuls aixecats) que es troben a l'arxipèlag de Svalbard en són un exemple. Els augments de gelades es produeixen a les regions alpines, fins i tot prop de l'equador, tal com ho il·lustren les palses al mont Kenya.
A les regions del permafrost de l'Àrtida, un tipus relacionat de moviment del sòl durant centenars d'anys pot crear estructures de fins a 60 metres d'alçada, conegudes com a pingos, que s'alimenten d'un aflorament subsòl aquós, en lloc de l'acció capil·lar que alimenta el creixement de les gelades. Els hummocks de terra criogènica són una petita formació resultant de la convecció granular que apareixen al sòl congelat estacionalment i tenen molts noms diferents; a Amèrica del Nord són hummocks de terra; thúfur a Groenlàndia i Islàndia; i pounus a Fennoscàndia.
S'han observat formes poligonals aparentment causades per crioaixecaments a regions gairebé polars de Mart per la Mars Orbiter Camera (MOC) a bord del Mars Global Surveyor i la càmera de l'HiRISE del Mars Reconnaissance Orbiter. El maig de 2008, el mòdul d'aterratge Mars Phoenix va aterrar en un paisatge tan poligonal de crioaixecament i va descobrir ràpidament el gel uns quants centímetres sota la superfície.

## En edificis refrigerats
Els edificis d'emmagatzematge en fred i les pistes de gel que es mantenen a temperatures sota zero poden congelar el sòl sota els seus fonaments a una profunditat de desenes de metres. Edificis congelats estacionalment, per exemple algunes pistes de gel, poden permetre que el sòl es descongeli i es recuperi quan s'escalfa l'interior de l'edifici. Si la base d'un edifici refrigerat es col·loca en sòls susceptibles a les gelades amb una capa freàtica a l'abast del front de congelació, els sòls d'aquestes estructures es poden aixecar, a causa dels mateixos mecanismes que es troben a la natura. Aquestes estructures es poden dissenyar per evitar aquests problemes emprant diverses estratègies, per separat o en conjunt. Les estratègies inclouen la col·locació de sòl no sensible a les gelades sota els fonaments, l'addició d'aïllament per disminuir la penetració del front de congelació i l'escalfament suficient del sòl sota l'edifici per evitar que es congeli. Les pistes de gel operades de manera estacional poden mitigar la taxa de congelació del subsòl en elevar la temperatura del gel.